# Бела IV
Бела IV Угарски (мађ. Béla IV; 1206 — Маргит Сигет, 3. мај 1270) био је угарски и далматинско-хрватски краљ од 1235. до 1270. године из династије Арпадовића.
Бела је био син краља Андрије II и Гертруде Меранске, али мајку су му убили угарски племићи 1213. године. Пет година након тога, 1218. оженио се ћерком војводе из Нице. Са њом је имао четворо деце.
За време владавине Беле IV његову државу напали су Монголи 1241. године. Бела је прво побегао у Аустрију, а потом се скривао у далматинским градовима (најдуже у Трогиру). У то време многи далматински градови стекли су статус слободних краљевских градова. Када су се Монголи повукли Бела је почео да учвршћује државу градећи замкове и градове због евентуалног повратка Монгола.
Краљ Бела IV (1206 — 3. мај 1270) био је краљ Угарске и Хрватске између 1235. и 1270. и војвода Штајерске од 1254. до 1258. Као најстарији син краља Андрије II, крунисан је на иницијативу групе утицајних племића. за живота његовог оца 1214. године. Његов отац, који се оштро противио Белином крунисању, одбио је да му да провинцију да влада до 1220. године. Ове године Бела је постављен за војводу Славоније, такође са јурисдикцијом у Хрватској и Далмацији. Отприлике у исто време, Бела се оженио Маријом, ћерком цара Теодора I Ласкариса, цара Никеје. Од 1226. године, управљао је Трансилванијом као војвода. Подржавао је хришћанске мисије међу паганским Куманима који су живели у равницама источно од његове провинције. Неке куманске поглавице су признале његову власт и он је 1233. године, усвојио титулу краља Куманије. Краљ Андрија II је умро 21. септембра 1235. године, и Бела га је наследио. Покушао је да ојача краљевску власт, која се смањила у време владавине његовог оца. У ту сврху, ревидирао је земљишне поклоне својих претходника и повратио некадашња краљевска имања, што је изазвало незадовољство међу племићима и прелатима.
Монголи су напали Угарску и уништили Белину војску у бици код Мохија 11. априла 1241. године. Он је побегао са бојног поља, али га је монголски одред гонио од града до града све до Трогира на обали Јадранског мора. Иако је преживео инвазију, Монголи су опустошили земљу пре свог неочекиваног повлачења у марту 1242. године. Краљ Бела IV је увео радикалне реформе како би припремио своје краљевство за другу монголску инвазију. Дозволио је баронима и прелатима да подигну камене тврђаве и да формирају своје приватне оружане снаге. Подстицао је развој утврђених градова. Током његове владавине, хиљаде колониста стигло је из Светог римског царства, Пољске и других суседних региона да се населе у опустошеним земљама. Настојања краља Беле IV да обнови своју разорену земљу донела су му епитет „другог оснивача државе“ (мађ. második honalapító).
Основао је одбрамбени савез против Монгола, који су чинили Данило Романович, кнез од Галича, Болеслав Чедни, војвода од Кракова и други русински и пољски кнежеви. Његови савезници су га подржали у окупацији војводства Штајерске 1254. године, али је шест година касније Штајерску му је преотео чешки краља Отакара II. Током Белине владавине, широка тампон зона — која је обухватала Босну, Баранчево (Браничево, Србија) и друге новоосвојене области — успостављена је дуж јужне границе Угарске 1250-их.
Белин однос са његовим најстаријим сином и наследником Стефаном постао је напет почетком 1260-их, јер је остарели краљ фаворизовао своју ћерку Ану и његово најмлађе дете, Белу, војводу од Славоније. Био је приморан да Стефану уступи територије Краљевине Угарске источно од Дунава, што је изазвало грађански рат који је трајао до 1266. године. Ипак, Белина породица је била позната по његовој побожности: умро је као фрањевачки трећоредац, а поштовање  његове три светице кћери — Кунигунда, Јоланда и Маргарета — потврдила је Света столица.

## Детињство (1206–1220)
Бела је био најстарији син угарског краља Андрије II и његове прве жене Гертруде од Мераније. Рођен је у другој половини 1206. године. На иницијативу краља Андрије II, папа Иноћентије III је већ 7. јуна апеловао на угарске прелате и бароне да се заклињу на лојалност будућем краљевом сину.
Краљица Гертруда је показала очигледно фаворизовање према својим немачким рођацима и дворјанима, што је изазвало широко незадовољство међу домаћим племством. Искористивши поход њеног мужа у удаљену Кнежевину Галич, група оштећених племића ухватила ју је и убила у шумама брда Пилис 28. септембра 1213. године. Краљ Андрија II је само казнио једног од завереника, извесног грофа Петра, по повратку из Галича. Иако је Бела био дете када је његова мајка убијена, он је никада није заборавио и изразио јој је дубоко поштовање у многим својим краљевским повељама.
Краљ Андрија II је верио Белу за неименовану ћерку цара Борила од Бугарске 1213. или 1214. године, али је њихова веридба раскинута. Године 1214. краљ је затражио од папе да екскомуницира неке неименоване лордове који су планирали да крунишу Белу за краља. И поред тога, осмогодишњи Бела је исте године крунисан, али му отац није дао провинцију да влада. Штавише, приликом одласка у крсташки рат у Свету земљу августа 1217. године, краљ Андрија II је именовао Јована, надбискупа Естергома, да га заступа током његовог одсуства. Током овог периода, Бела је боравио код свог ујака Бертолда од Мераније у Штајру у Светом римском царству. Краљ Андрија II се вратио из Свете земље крајем 1218. године. Он је организовао веридбу Беле и Марије, ћерке Теодора I Ласкариса, цара Никеје. Она је пратила краља Андрију II у Угарску и Бела ју је оженио 1220. године.

## Почетак владавине
Дошавши на власт после оца 1235. године, обрачунао се са верним очевим присталицама. Одмах је затворио очевог верног властелина Ђулу Кана и наредио да се ослепи очев палат Дионисије. Одмах је извршио и ревизију поседа које је додељивао његов отац и спроводио је још неке врло омражене мере. Нови краљ је слугама зато одмах омрзнуо. Несигурном зато у сопственој краљевини, на ум му је пало да доведе оне Мађаре, који су остали у прапостојбини о којој се знало још из предања и летописа. Послао је једно посланство састављено од доминиканаца у прапостојбину некрштених Мађара и успешно су их нашли. Кад је Бела договорио с папом Гргуром IX њихово покрштавање и досељавање, послата је нова мисија 1237. године. Међутим, већ је било касно, јер су могли само да сретну мађарске избеглице, које су бежале од Татара, а ови свом силом навалили из Азије у европске степе. Татари су још 1223. године напали Кумане и Русе и потукли их.

## Rex iunior

### Војвода Славоније (1220–1226)
Старији краљ је 1220. године уступио Бели земље између Јадранског мора и реке Драве — Хрватску, Далмацију и Славонију. Писмо папе Хонорија III из 1222. открива да су „неки зли људи“ натерали краља Андрију II да подели своје краљевство са својим наследником. Бела се у својим повељама у почетку називао „син и краљ краља Андрије“; од 1222. користио је титулу „Милошћу Божјом краљ, син краља угарског и војвода целе Славоније“.
Бела се одвојио од своје жене у првој половини 1222. на захтев свог оца. Међутим, папа Хонорије је одбио да брак прогласи незаконитим. Војвода Бела је прихватио папину одлуку и склонио се у Аустрију од очевог гнева. Вратио се, заједно са супругом, тек пошто су прелати у првој половини 1223. године, наговорили његовог оца да му опрости. Вративши се у своје војводство Славонију, Бела је кренуо у поход против Домалда од Сидраге, побуњеног далматинског племића, и заузео Домалдову тврђаву Клис. Домалдови поседи су конфисковани и распоређени међу његовим супарницима Шубићима, који су подржавали војводу Белу током опсаде.

### Војвода од Трансилваније (1226 - 1235)
Краљ Андрија II је 1226. године, пренебацио Белу из Славоније у Трансилванију. У Славонији га је наследио брат Коломан. Као војвода од Трансилваније, Бела је усвојио експанзионистичку политику усмерену на територије изнад Карпатских планина. Подржавао је прозелитску активност Доминиканаца међу Куманима, који су господарили над овим земљама. Године 1227. прешао је планине и срео Бориција, куманског поглавицу, који је одлучио да пређе у хришћанство. На њиховом састанку, Борицијус и његови поданици су крштени и признали су Белину власт. У року од годину дана у њиховим земљама основана је римокатоличка епархија Куманија.
Војвода Бела се дуго противио очевим „бескорисним и сувишним трајним донацијама“, јер је расподела краљевских имања уништила традиционалну основу краљевске власти. Почео је да враћа земљишне даровнице краља Андрије II широм земље 1228. године. Папа је подржавао Белине напоре, али је краљ често ометао извршење наређења свог сина. Бела је такође конфисковао имање двојице племића, браће Симона и Михаила Качића, који су ковали заверу против његове мајке.
Најмлађи Белин брат, Андрија, принц Галички, протеран је из своје кнежевине у пролеће 1229. године. Војвода Бела је одлучио да му помогне да поврати свој престо, поносно се хвалећи да град Галич „неће остати на лицу земље, јер нема ко да га избави из његових руку“, према Галицијско-Волинској Хроници. Прешао је Карпатске планине и опсео Галич заједно са својим куманским савезницима 1229. године, или 1230. године. Међутим, није могао да заузме град и повукао је своје трупе. Галицијско-Волинска хроника пише да су многи мађарски војници „умрли од многих невоља“ на путу кући.
Бела је упао у Бугарску и опседео Видин 1228. или 1232. године, али није могао да заузме тврђаву. Отприлике у исто време, успоставио је нову пограничну провинцију, бановину Сзорени (Северин, Румунија), у земљама између Карпата и Доњег Дунава. У знак своје владавине у земљама источно од Карпата, војвода Бела је 1233. године, усвојио титулу „краљ Куманије“. Војвода Бела је спонзорисао мисију фра Јулијана и још тројице доминиканских фратара који су одлучили да посете потомке Мађара који су вековима раније остали у Магна Хунгариа, легендарној домовини Мађара.

## Владавина

### Пре монголске инвазије (1235 - 1241)
Краљ Андрија II је умро 21. септембра 1235. године. Бела, који је наследио свог оца без противљења, крунисан је за краља од стране Роберта, надбискупа Естергома у Секешфехервару 14. октобра. Отпустио је и казнио многе најближе саветнике свог оца. На пример, дао је ослепити Палатина Дениса и затворити Јулијуса Кана. Први је оптужен да док је краља Андрије II био жив имао прељубничку везу са краљицом Беатриксом, краљевом младом удовицом. Краљ Бела IV је наредио да буде затворена, али је успела да побегне у Свето римско царство, где је родила постхумног сина Стефана. Краљ Бела IV и његов брат војвода Коломан сматрали су да је њен син копиле.
Краљ Бела IV је изјавио да је његова главна сврха била „враћање краљевских права“ и „обнављање ситуације која је постојала у земљи“ у време владавине његовог деде, краља Беле III. Према савременику Рожеру од Торе Мађореа, он је чак „наредио да се спале столице барона" како би их спречио да седе у његовом присуству током састанака краљевског већа. Краљ Бела IV је основао посебне комисије које су ревидирале све краљевске повеље о земљишним давањима донете после 1196. године. Поништавање ранијих донација удаљило је многе његове поданике од краља. Папа Гргур IX је оштро протестовао због повлачења краљевских давања цистерцитима и монашким војним редовима. У замену за Белино одрицање од преузимања краљевских поседа 1239. године, папа га је овластио да запосли локалне Јевреје и муслимане у финансијској администрацији, чему се Света столица деценијама противила.
По повратку из Магне Хунгариа 1236. године, фра Јулијан је обавестио краља Белу IV о Монголима, који су до тада стигли до реке Волге и планирали да нападну Европу. Монголи су извршили инвазију на Дешт-и Кипчак — најзападније регионе евроазијских степа — и разбили Кумане. Бежећи од Монгола, најмање 40.000 Кумана приближило се источним границама Краљевине Угарске и захтевало пријем 1239. године. Краљ Бела IV је пристао да им пружи уточиште тек након што је њихов вођа Котен обећао да ће заједно са својим народом прећи у хришћанство и да ће се борити против Монгола. Међутим, насељавање масе номадских Кумана у равнице дуж реке Тисе довело је до многих сукоба између њих и мештана. Краљ Бела IV, коме је била потребна војна подршка Кумана, ретко их је кажњавао за њихове пљачке, силовања и друга злодела. Његови мађарски поданици су сматрали да је он био пристрасан у корист Кумана, па је „настало непријатељство између народа и краља“, према Роџеру од Торе Мађиоре.
Краљ Бела IV је подржавао развој градова. На пример, потврдио је слободе грађана Секешфехервара и доделио привилегије мађарским и немачким досељеницима у Барсу (Стари Теков, Словачка) 1237. године. Задар, град у Далмацији који је изгубљен од Венеције 1202. године, признао је Белину власт 1240. године.

## Кумани
Бела IV је имао несрећу да дође на власт исте године кад је Татарски сабор (курултај) у граду Каракоруму решио да се дигне на пљачку и освајање Европе. У Европи, Кумани су већ били у рату са Татарима и страховита је била Татарска мржња према њима. Још је страховитија била моћ уједињених Татара. Кумани су тад били владари влашке равнице између Дунава и Карпата. У страху од надолазеће опасности Кумани су се окренули угарском краљу, коме су понудили да буде и њихов краљ. Бела IV се полакоми и назове краљем Куманије и овим окрене Татаре против Угарске. Бату кан је довео огромну војску на југ и исток Угарске границе, а онда најпре замолио краља Белу IV да му изручи његове крвнике Кумане, што је овај одбио. Бела IV је, веровао да ће му Кумани бити добра и јефтина војска против страних непријатеља, али и страх домаћим силницима. Поглавица свих Кумана Кутун прихватио да се крсти и живи у стану, али, наравно у стварности су Кумани остали језичници, дивљаци и номади, ван области угарског суда. Радо се обилази чињеница да су многи Кумани крштени у хришћанској вери источног обреда, имали своје епископе који нису били подложни римској цркви. Само је угарски краљ био над њима, па и он је владао преко куманског поглавице. Становништво и властела су их мрзели, а логично, и домаћа угарска Црква. У овом стању почео је краљ да окупља своју бандеријалну војску, прогласио општу мобилизацију (мађ. обичај је био да коњаник по земљи носи носи крвави мач), местимично утврдио границе и позвао савезнике. Од странаца је дошао аустријски војвода Фридрих II Свађалица Бабенберг и од свег свог ангажмана у Угарској одбрани, у зловољи Мађара на Кумане, само се свађао и изазивао Кумане око Будима на мегдан, а после се вратио кући не омастивши мача татарском крвљу.
Бату кан је напао домаћина својих непријатеља. Татарска војска је без муке прешла угарске границе и преплавила земљу до Дунава. Мађари су се тада, у најгоре време забавили питањем ко је крив за пропаст границе и кривили за то Кумане, па напали и убили куманског поглавицу Кундуна кад је пошао на саветовање код краља Беле IV. Сад су Кумани, да освете крв свог поглавице почели да кољу Мађаре, из Угарске бежећи на безбедну равницу јужно од Дунава, око Браничева, где су многи и остали, а неки су се пробили чак до Егејског мора и ступили у војну службу ромејског цару. Краљ Бела IV је окупио коначно своју угарску војску коју су савезници напустили и с татарском војском се сударио код реке Шај.

### Монголска инвазија на Угарску (1241 - 1242)
Монголи су се окупили у земљама које се граниче са Угарском и Пољском под командом Бату-кана у децембру 1240. године. Они су захтевали да се краљ Бела IV потчини њиховом Великом кану Оготају, али је краљ Бела IV одбио да попусти и наредио је да се утврде планински превоји. Монголи су 12. марта 1241. године, пробили барикаде подигнуте у пролазу Верецке (Верецки пролаз, Украјина).
Аустријски војвода Фридрих II, који је стигао да помогне краљу Бели IV против освајача, поразио је малу монголску групу код Пеште. Он је ухватио заробљенике, укључујући Кумане из евроазијских степа који су били присиљени да се придруже Монголима. Када су грађани Пеште сазнали за присуство Кумана у инвазијској војсци, настала је масовна хистерија. Мештани су оптужили Кетена и његове Кумане за сарадњу са непријатељем. Избила је побуна и руља је масакрирала Кетенову пратњу. Кетен је или заклан или је извршио самоубиство. Чувши за Кетенову судбину, његови Кумани су одлучили да напусте Мађарску и уништили су многа села на свом путу ка Балканском полуострву.
Одласком Кумана краљ Бела IV је изгубио своје највредније савезнике. Могао је да окупи војску мању од 60.000 против освајача. Краљевска војска је била лоше припремљена и њени заповедници — барони отуђени Белином политиком — „желели би да краљ буде побеђен па би му они постали дражи“, према извештају Роџера од Торе Мадореа. Мађарска војска је практично уништена у бици код Мохија на реци Шајо 11. априла 1241. године. Велики број угарских господара, прелата и племића је убијен, а сам краљ Бела IV је за длаку побегао са бојног поља. Побегао је преко Нитре у Пресбург (Њитра и Братислава у Словачкој). Тријумфални Монголи су заузели и опустошили већину земље источно од реке Дунав до краја јуна.
На позив аустријског војводе Фридриха II, краљ Бела IV је отишао у Хаинбург ан дер Донау. Међутим, уместо да помогне краљу Бели IV, војвода га је приморао да му уступи три округа (највероватније Локсманд, Позсони и Шопрон). Из Хаинбурга, краљ Бела IV је побегао у Загреб и послао писма папи Гргуру IX, цару Фридриху II, француском краљу Лују IX и другим западноевропским монарсима, позивајући их да пошаљу појачање у Угарску. У нади да ће добити војну помоћ, он је у јуну чак и прихватио врховну власт цара Фридриха II. Папа је објавио крсташки рат против Монгола, али није стигло појачање.
Монголи су рано 1242. прешли залеђени Дунав. Монголски одред под командом Кадана, сина великог кана Огатаја, јурио је краљ Белу IV од града до града у Далмацији. Краљ Бела IV се склонио у добро утврђени Трогир. Пре него што је Кадан опсео град у марту, стигла је вест о смрти Великог кана. Бату Кан је желео да присуствује избору Огатајевог наследника са довољно трупа и наредио је повлачење свих монголских снага. Краљ Бела IV, је био захвалан Трогиру, и дао му је земљиште у близини Сплита, што је изазвало трајан сукоб између два далматинска града.

## Бој на Муха пустари
У боју на Муха пустари 1241. године су Татари уништили сву угарску војску. Краљев брат Коломан је смртно рањен, некако, на коњу, побегао у Чазму где је умро, па је сахрањен тајно да Татари не сазнају, у цркви бегина у Иванићу. Краља Белу IV су у бекству спасли верни темплари, који су сви изгинули чувајући одступницу краљу. Краљ Бела IV је побегао у Пешту, па одатле код војводе Фридриха II Свађалице, који га је ухапсио и држао заточеног док му није заложио три западне угарске жупаније. Потом је дигао војску да их заузме и успео је, осим града Ђура, који му се није дао. Краљ Бела IV је из Загреба тражио помоћ од цара Фридриха II Хоенштауфена, папе Григорија IX и краља француског Луја XII, узалуд.
У Ердељ је затим стигла друга татарска војска, коју је водио поглавица Кадан, у три колоне, заузела Бистрицу, Клуж и Велики Варадин и спојила се код Чанада на Муришу. У Варадину и Чанаду су извршили покољ, а варадинску катедралу спалили. Друга војска је из Шлеске упала на северозапад Угарске кроз Моравску и Пољску. Ова није умела да узме тврде градове северне угарске, али је успела да пређе залеђени Дунав и 1242. године упадне у западну Угарску. Убивши надбискупа Угрина, краљевог канцелара, отели су краљевски печат и послали по заробљеним свештеницима у име краља Беле IV лажна писма одбеглима да се врате. Тако су многе намамили да страдају. Татари су све заробљене војнике одмах поклали, као и већи део мушкараца. Жене су силовали, а после силовања поклале би их татарске жене. Децу су, за вежбу у стрељању луком и стрелом, убијала татарска деца. Само за потребе снабдевања војске храном су нешто мало људи сачували, а после су и њих побили, пре него што су пошли назад. Татарски поглавица Кандан је гонио Белу и даље, до тврдога града Клиса, па до Сплита. У том бекству су Краљу Бели IV умрле кћер Маргарита I и Катарина (сахрањене у сплитској катедрали). Трудна краљица се с мужем заједно, од страве Божије, заветовала да Богу посвети дете које у утроби носи. У Клису се породила, родивши кћер, Свету Маргариту. Побегли су у Трогир где им Татари нису могли ништа, због тога што је тврди град на острву, а Татари немају лађа, нити знају да ратују на мору. Кундун је хтео да преговара с грађанима Трогира да му издају краља, па је краљ Бела IV с породицом седео у броду у трогирској луци, спремним на хитно испловљавање, ако му грађани постану неверни. Тада се коло среће окренуло у корист угарског краља. Убрзо су се Татари повукли у далеке степе одакле су и дошли, да бирају себи новог великог кана, па су из Угарске нагло отишли како су и дошли. За собом су оставили покољ, разарање и глад. Имали су обичај да зидају ``ћеле-куле“ окићене главама својих непријатеља, за уклин народу.
Вративши се, краљ Бела IV је почео обнову упропашћене земље, пре свега подизао је тврђаве због одбране. Свуда је, због одбране земље, гледао да се дигне пуно тврђава, било да су слободних краљевских градова (варош) или слободних села (соботке) или да припадају краљу без ових слобода или да припадају некоме од краљевских слугу. Иако је ово утврђивање ојачало одбрану од спољног непријатеља, донело је да се осиле краљеве слуге. Позвао је преостале Кумане и њима и сродне Палоце (мађ. Palocok) и населио их у неколико области (куншага), на којима им је оставио слободу да живе по свом обичају, непосредно у милости краља. Највећи је био између Дунава и Тисе, па се сав тај крај од Пеште до Суботице до данас зове Куншаг. Свог сина Стефана, будућег краља, је оженио кћерком Куманског поглавице Сајана. Кумани су прихватили све ове понуде. Насељени су углавном из околине Браничева, где су неколико пута дошли у сукоб са српским краљевима (краљ Стефан Драгутин је потукао њихове поглавице Дрмана и Куделина).
У доба краља Беле IV је основан и провинцијал угарских доминиканаца. Њима је подређен и први угарски женски манастир Бегина, основан на Острву зечева, где се замонашила света Маргарита, ћерка краља Беле IV и његове супруге краљице Марије Ласкарис. Родитељи су је одгајали у манастиру код Весприма, заветовали су је Богу, али их је папа ослободио од тог завета, кад је наишла добра прилика, да је удају за краља Отакара II Пшемисловића. Међутим, на препоруку свог духовника, доминиканца, Маргаритата ипак одлучи да се замонаши. Од тада се прозове ово острво Маргитсигет, што значи Маргаритино острво. Касније је овде живела Јелисавета, кћер српског краља Драгутина, а и Јелисавета, жена српског краља Милутина, била је настојница тог манастира. Краљ Бела IV је у краљевство примио и фрањевце, који су прве манастире подигли у Столном Београду и Естергому. Брзо су постали толико популарни и утицајни, да су им доминиканци препустили мисионарки посао у Босни и Влашкој. Краљ Бела IV је довео у краљевство 1238. године и картузијанце.
Сина Стефана је 1245. венчао милошћу младог краља, војводом Славоније, па потом Штајерске. Поставио га је 1257. године и да буде војвода Ердеља.
Од аустријског војводе Фридриха II Свађалице је 1246. године, силом вратио изнуђене жупаније. Војвода Фридрих II је у погинуо у одлучујућем боју код Бачког Новог Места.
Избеглици пред Монголима, руском кнезу Чернигова Ростиславу Михајловичу дао је кћер Ану за жену и помогао му да заузме Галич. Кад је кнез Ростислав поражен у боју на реци Сан код Јарослава потучен од војске кнеза Данила Романовича, Краљ Бела IV је с кнезом Данилом договорио удају своје ћерке Констанције за његовог сина Лава.
Покрет флагеланата се јавио међу Мађарима 1261. године. У таквим приликама се десило да острогрански каноник Јевсевије окупи пустињаке у краљевству и стави их под заштиту Св. Павла пустињака. Правила овог реда потврдио је папа Урбан IV 1263. године. Павлини су, дакле, монашки ред римске цркве, чија древност је у Угарској. КраљуОтакару II Пшемисловићу је морао да 1261. године, уступи Шлеску, по праву које је овај водио од своје прве жене, Маргарите Бабенбершке. Краљ Отакар II је требало да се ожени са Светом Маргаритом, али се она повукла у манастир. Иако је краљ Отакар II као удовац оженио Кунигунду (Кингу) Растислављевич, Белину унуку, нису никад постали срдачни. У рату против краља Отакара II на страни краља Беле IV, учествовао је и српски краљ Стефан Урош I Немањић (краљ Урош I је био на свадби млађег сина краља Беле IV, такође Беле 1264. године). Млади краљ Стефан, тражио је од оца уместо шлеског војводства, које је овај предао краљу Отакару II, да му уступи сву источну Угарску. Ради тога, дигао је војску на оца, а споразумели су се у Пожуну да му отац уступи осим Ердеља и источну Угарску до Дунава и Срем (у Сремској Митровици је Стефан сместио свој двор и ковницу новца). Стефан је од 1263 до 1265. године био опет у сукобу са оцем. Иако су се на крају, измирили, Стефан је водио самосталну политику. Заратио је 1266. године, заједно с бугарским царем Константином Тихом против Јакова Светислава, који је владао у Видину, освојио је град и тамо основао бановину, а прогласио се и краљем Бугарске.
Ради одбране краљевства је основао банате. Највећи банат је створио тако што је ранију област бановине Влашке (Олтенија) проширио до Тисе, Мориша и Ердеља. Други банат је основао у Браничеву, трећи у Мачви (који је на управу дао својој кћери кнегињи Ани и несрећном зету кнезу Ростиславу Михајловичу), а четврти у Сребреници.
Краљ Стефан Урош I Велики Немањић је 1268. године, напао бановину Мачву, али остарели краљ Бела IV дигне војску и победи га. Краљ Бела IV је водио спретну брачну политику, добро удавши своје унуке (ћерке Белиног сина, краљевића Стефана и његове жене куманке Јелисавете). Катарину је удао за краља Стефана Драгутина Немањића, Урошевог сина. Њену сестру Јелисавету (најпре калуђерицу, па удату за Завишу од Розенберга), удао је потом за другог Урошевог сина, краља Стефана Уроша II Милутина Немањића. Трећу сестру, Ану, удао је за ромејског цара Андроника II Палеолога, а четврту, Марију за напуљског краља Карла II (Хромог) Анжујског. Стефановог сина, а свог унука Ладислава је оженио сестром Карла II Анжујског, Изабелом. Краљ Бела IV је умро у дубокој старости.

### „Други оснивач државе“ (1242–1261)
По повратку у Угарску у мају 1242. године, краљ Бела IV је затекао земљу у рушевинама. Разарања су била посебно велика у равницама источно од Дунава, где је најмање половина села била опустошена. Монголи су уништили већину традиционалних центара администрације, који су били брањени зидовима од земље и дрвета. Само добро утврђена места, као што су Естергом, Секешфехервар и опатија Панонхалма, успешно су одолела опсади. Тешка глад је уследила 1242. и 1243. године.
Припрема за нову монголску инвазију била је централна брига Белине политике. У писму из 1247. године, папи Иноћентију IV, краљ Бела IV је најавио свој план да ојача Дунав — „реку сукоба“ — новим утврђењима. Он је напустио древни краљевски прерогатив да гради и поседује замкове, промовишући подизање скоро 100 нових тврђава до краја своје владавине. Ове тврђаве су укључивале нови замак који је краљ Бела IV саградио у Нагисаросу (Велкы Шариш, Словачка), и други замак који су краљ Бела IV и његова жена изградили у Вишеграду.
Краљ Бела IV је покушао да повећа број војника и побољша њихову опрему. Он је давао земљиште у шумовитим пределима и обавезао нове земљопоседнике да опремају тешко оклопљене коњанике да служе у краљевској војсци. На пример, такозвани племићи са десет копља из Шепеша (Спиш, Словачка) добили су своје привилегије од краља Беле IV 1243. године. Чак је дозволио баронима и прелатима да у своју приватну пратњу (бандериум) запошљавају наоружане племиће, који су претходно били директно потчињени суверену. Краљ Бела IV је 2. јуна 1247. доделио бановину Серени витезовима хоспиталцима, али су витезови напустили регион до 1260. године.
Да би заменио губитак најмање 15 процената становништва, које је страдало током монголске инвазије и глади која је уследила, краљ Бела IV је промовисао колонизацију. Он је дао посебне слободе колонистима, укључујући личну слободу и повољан порески третман. Немци, Моравци, Пољаци, Русини и други „гости“ стизали су из суседних земаља и насељавали се у депопулисане или ретко насељене крајеве. Такође је убедио Кумане, који су 1241. године, напустили Угарску, да се врате и населе у равницама уз реку Тису. Чак је договорио веридбу свог прворођеног сина Стефана, који је крунисан за младог краља 1246. године, или пре тога, за Елизабету, ћерку куманског поглавице.
Краљ Бела IV је доделио привилегије Секешфехервару за више од 20 насеља, подстичући њихов развој у самоуправне градове. Слободе рударских градова у Горњој Угарској такође су биле наведене у Белином владању. У одбрамбене сврхе преселио је грађане Пеште на брдо на супротној страни Дунава 1248. године. У року од две деценије њихов нови утврђени град, Будим, постао је најважнији центар трговине у Мађарској. Краљ Бела IV је такође дао привилегије Градецу, утврђеном центру Загреба, 1242. године, и потврдио их 1266. године.
Краљ Бела IV је усвојио активну спољну политику убрзо након повлачења Монгола. У другој половини 1242. извршио је инвазију на Аустрију и присилио војводу Фридриха II да преда три грофовије које су му уступљене током монголске инвазије. С друге стране, Венеција је заузела Задар у лето 1243. године. Краљ Бела IV се одрекао Задра 30. јуна 1244. године, али је Венеција признала његово право на једну трећину царинских прихода далматинског града.
Краљ Бела IV је склопио одбрамбени савез против Монгола. Удао је три своје ћерке за владаре чије су земље такође угрожавали Монголи. Кнез Ростислав Михајлович, претендент на Галичку кнежевину, први се оженио, 1243. године, једном од Белиних кћери, Аном. Краљ Бела IV је подржао свог зета да нападне Галич 1245. године, али је Ростиславов противник, кнез Даниило Романович, одбио њихов напад.
Папа Иноћентије IV је 21. августа 1245. године, ослободио краља Белу IV заклетве верности коју је дао цару Фридриху II током монголске инвазије. Следеће године аустријски војвода Фридрих II је извршио инвазију на Угарску. Разбио је Белину војску у бици на реци Леита 15. јуна 1246. године, али је погинуо на бојном пољу. Његова смрт без деце изазвала је низ сукоба, јер су и његова нећака Гертруда и његова сестра Маргарета полагале право на Аустрију и Штајерску. У знак одмазде за некадашњи аустријски упад у Угарску, краљ Бела IV је извршио пљачкашки поход на Аустрију и Штајерску у лето 1250. године. Ове године се састао и закључио мировни уговор са Данилом Романовичем, кнезом Галичким у Золиому (Зволен, Словачка). Уз Белино посредовање, син његовог новог савезника кнеза Романа оженио се Гертрудом од Аустрије.
Краљ Бела IV и кнез Даниило Романович ујединили су своје трупе и извршили инвазију на Аустрију и Моравску јуна 1252. године. Након њиховог повлачења, Отакар, маркгроф Моравске — који се оженио Маргаретом од Аустрије — извршио је инвазију и окупирао Аустрију и Штајерску. У лето 1253. године, краљ Бела IV је започео поход на Моравску и опсео Оломоуц. Кнез Даниило Романович, војвода Болеслав Часни Краковски и војвода Владислав Опољски интервенисали су у име краља Беле IV, али је он повукао опсаду до краја јуна. Папа Иноћентије IV је посредовао у мировном споразуму, који је потписан у Пресбургу (Братислава, Словачка) 1. маја 1254. године. У складу са уговором, Отакар, који је у међувремену постао краљ Чешке, препустио је Штајерску краљу Бели IV.
Краљ Бела IV је 1254. именовао свог зета, кнеза Ростислава Михајловича за бана од Максоа (Мачва, Србија). Ростиславов задатак је био стварање тампон зоне дуж јужних граница. Он је напао Босну већ у години свог именовања и приморао бугарског цара Михаила Асена II да уступи Београд и Баранче (Браничево, Србија) 1255. године. Краљ Бела IV је усвојио титулу краља Бугарске, али ју је у наредним годинама користио само повремено.
Штајерски племићи су подигли устанак против Белиног гувернера Стефана Гуткеледа и разбили га почетком 1258. године. Краљ Бела IV је извршио инвазију на Штајерску, повратио своју власт и именовао свог најстаријег сина Стефана за војводу од Штајерске. Године 1259. Бату-канов наследник, кан Берке, предложио је савез нудећи удају једне од својих ћерки за Белиног сина, али је одбио Канову понуду.
Незадовољни владавином Белиног сина, штајерски господари су тражили помоћ од краља Отакара II од Чешке. Краљ Бела IV и његови савезници — кнез Даниило Романович, војвода Болеслав Чедни и војвода Лешко II Црни од Сјерадза — напали су Моравску, али их је краљ Отакар II победио у бици код Кресенбруна 12. јуна 1260. Пораз је приморао краља Белу IV да се одрекне Штајерске у корист краља Чешке у Бечком миру, који је потписан 31. марта 1261. године. С друге стране, краљ Отакар II се развео од своје старије жене, Маргарете од Аустрије, и оженио се Белином унуком — ћерком кнеза Ростислава Михајловича и кнегиње Ане — Кунигундом.
Краљ Бела IV је првобитно планирао да своју најмлађу ћерку, Маргарету, уда за краља Отакара II. Међутим, Маргарета, која је живела у манастиру Пресвете Богородице на Зечјем острву, одбила је да се уда. Уз помоћ свог доминиканског исповедника, положила је последње верске завете што је спречило њен брак. Бесан овим чином, краљ, који је до тада подржавао доминиканце, фаворизовао је фрањевце у наредним годинама. Чак је постао фрањевачки трећоредац, према Великој легенди о његовој светој сестри Јелисавети.

### Грађански рат (1261–1266)
Краљ Бела IV и његов син војвода Стефан заједно су напали Бугарску 1261. године. Они су присилили бугарског цара Константина I Асена Тиха да им преда Видин. Краљ Бела IV се вратио у Угарску пред крај похода, који је наставио његов син.
Белино фаворизовање млађег сина, Беле (кога је именовао за војводу Славоније) и кћерке, Ане, изнервирало је војводу Стефана. Војвода Стефан је сумњао да отац планира да га разбаштини. Војвода Стефан је у својим повељама често помињао да је „трпео жесток прогон“ од стране својих „родитеља а да то није заслужио“ када је помињао корене свог сукоба са оцем. Иако је у јесен дошло до сукоба, избегнут је трајни грађански рат уз посредовање надбискупа Филипа од Естергома и Смарагда од Калоче који су убедили краља Белу IV и његовог сина да направе компромис. Према Пресбуршком миру, њих двојица су поделили земљу дуж Дунава: земље западно од реке остале су под директном влашћу краља Беле IV, а власт над источним територијама преузео је Стефан, као млади краљ.
Однос између оца и сина остао је напет. Млади краљ Стефан је заузео имања своје мајке и сестре која су се налазила у његовом краљевству источно од Дунава. Белина војска под Анином командом прешла је Дунав у лето 1264. године. Заузела је Шарошпатак и заробила Стефанову жену и децу. Одред краљевске војске, под командом Белиног краљевског судије Лоренса, приморао је младог краља Стефана да се повуче до тврђаве Фекетехалом (Кодлеа, Румунија) у најисточнијем делу Трансилваније. Ратници младог краља су ослободили замак и он је у јесен кренуо у контранапад. У одлучујућој бици код Исазега, разбио је очеву војску у марту 1265. године.
Опет су двојица надбискупа водили преговоре између краља Беле IV и његовог сина. Њихов споразум је потписан у Доминиканском манастиру Пресвете Богородице на Зечјем острву (Маргаретино острво, Будимпешта) 23. марта 1266. године. Нови уговор је потврдио поделу земље дуж Дунава и регулисао многе аспекте коегзистенције Белине владавине и Стефановог режима, укључујући наплату пореза и право сељака на слободно кретање.

### Последње године (1266–1270)
„Племићи целе Угарске, који се зову сервиентес регис“ из оба краљевска домена старијег краља и млађег краља, окупили су се у Естергому 1267. године. На њихов захтев, краљ Бела IV и млади краљ Стефан су заједно потврдили своје привилегије, које су прво биле наведене у Златној були из 1222, пре 7. септембра. Убрзо након састанка, краљ Бела IV је доделио четири племића из сваке жупаније са задатком да ревидирају имовинска права у Задунављу.
Српски краљ Стефан Урош I извршио је инвазију на Мачванску бановину, област под влашћу Белине ћерке - удовице Ане. Убрзо је краљевска војска разбила освајаче и ухватила краља Стефана Уроша I. Српски монарх је био приморан да плати откуп пре пуштања на слободу.
Белин омиљени син, такође по имену Бела, умире у лето 1269. године. 18. јануара 1270. умрла је и најмлађа краљева ћерка, света Маргарета. Краљ Бела се убрзо смртно разболео. На самрти је замолио свог унука чешког краља Отакара II да помогне његовој жени, ћерки и присталицама у случају да их његов син присили да напусте Мађарску. Краљ Бела IV је умро на Зечјем острву 3. маја 1270. године. Умирући у 63. години, премашио је по годинама већину чланова династије Арпад. Сахрањен је у цркви фрањеваца у Естергому, али је надбискуп Естергомски Филип пренео његово тело у Естергомску катедралу. Минорити су успели да поврате Беле остатке тек после дуге парнице.
Угарски краљ Бела IV оставио је свом сину, младом краљу Стефану, просперитетну, обновљену, утврђену краљевину за 28 година. Краљ Бела IV је успешно закључио савез између династија Арпада и Анжујаца заједничким брачним уговором. Последње године свог живота, децембра 1269, опат Монте Касина Бернард Ајглерије посетио је Угарску као изасланик краља Карла I Анжујског. Са ентузијазмом је известио свог господара, страни, непристрасни савремени изасланик је видео Белин двор на следећи начин:
„Мађарска краљевска кућа има невероватну моћ, њене војне снаге су толике да се нико на Истоку и Северу не усуђује ни да се помери ако тријумфални и славни краљ мобилише своју војску. Већина земаља и принчева севера и истока припада његовм царство по сродству или освајању.“

## Породица
Белина жена, краљица Марија Ласкарис, рођена је 1207. или 1208. године, према историчару Ђули Кристо. Умрла је у јулу или августу 1270. године. Њихово прво дете, Кунигунда, рођена је 1224. године, четири године након брака њених родитеља. Удала се за Болеслава Чедног, војводу Краковског 1246. године.
Друга ћерка, Маргарета, пратила је Кунигунду око 1225. године; умрла је неудата пре 1242. године. Трећа Белина ћерка, Ана, рођена је око 1226. године. Њу и њеног мужа, кнеза Ростислава Михајловича, краљ Бела IV је посебно волео. Њен праунук, Вацлав — унук њене ћерке Кунигунде од краља Отокара II од Чешке — био је краљ Угарске од 1301. до 1305. године.
Белина четврта ћерка, Катарина, умрла је неудата пре 1242. године. Затим је рођена Елизабета; удата је за Хенрика XIII, војводу од Баварске око 1245. године. Њен син, Отон, крунисан је за краља Угарске 1305. године, али је био приморан да напусти земљу до краја 1307. године. Белина шеста ћерка Констанција се око 1251. удала за Лава Даниловича, другог сина кнеза Данила Романовича од Галича. Белина седма ћерка, Јоланда, постала је жена Болеслава Побожног, војводе Велике Пољске.
Први Белин син, Стефан, рођен је 1239. године. Наследио је свог оца. Белина најмлађа ћерка, Маргарета, рођена је током монголске инвазије 1242. године. Посвећена Богу од својих родитеља по рођењу, она је свој живот провела у смирењу у манастиру Пресвете Богородице на Зечјем острву и умрла као монахиња доминиканка. Најмлађи краљев (имењак) син, Бела, рођен је између 1243. и 1250. године.
Велика легенда о Светој Јелисавети Угарској (Белина сестра) описује Белину породицу као друштво светаца. Писало је да је „благословена краљевска породица Мађара украшена сјајним бисерима који зраче сву земљу“. У ствари, Света столица је одобрила поштовање три Белине кћери и његове жене: Кунигунда је проглашена блаженом 1690, Јоланда 1827; и Маргарета је канонизована 1943. Четврта ћерка, Констанција је такође постала предмет локалног култа у Лембергу (Лавов, Украјина), према легенди о њеној сестри Кунигунди.

## Наслеђе
Брајан Картлиџ пише да је Бела „реорганизовао структуру владе, поново успоставио владавину закона, поново населио разорено село, подстакао раст градова, створио нови краљевски град Будим и оживео комерцијални живот земље“ током своје три деценије дуге владавине. Белин постхумни епитет — „други оснивач државе“ (мађ. масодик хоналапито) — показује да му је потомство приписало преживљавање Мађарске од монголске инвазије. С друге стране, Илуминатед Хроника бележи да је краљ Бела IV „био човек мира, али у вођењу војске и битака најмање имао среће“ када је приповедао о Белином поразу у бици код Кресенбруна. У истом летопису сачуван је следећи епиграм који је написан на његовом гробу:
„Види овај драги призор, три звона Богородичин олтар,
Краљ, војвода и краљица, које прате троструке радости.
Докле год би трајала твоја моћ, краљу Бела,
сакрила се превара, цветао је мир, владала је врлина.“
Илуминатед Хроника

## Породично стабло
| \| \| \| \| \| \| \| \| \| \| \| \| \| \| 16. Бела II Слепи \| \| \| \| \| \| \| \| \| \| \| \| \| \| \| \| \| \| \| \| \| \| \| \| \| \| \| \| \| \| \| \| \| \| \| \| \| \| \| \| \| \| \| \| \| \| \| \| \| \| \| \| \| \| \| \| \| \| \| \| 8. Геза II \| \| \| \| \| \| \| \| \| \| \| \| \| \| \| \| \| \| \| \| \| \| \| \| \| \| \| \| \| \| \| \| \| \| \| \| \| \| \| \| \| \| \| \| \| \| \| \| \| \| \| \| \| \| \| \| \| \| \| \| \| \| \| \| \| \| \| \| \| \| \| \| 17. Јелена Вукановић \| \| \| \| \| \| \| \| \| \| \| \| \| \| \| \| \| \| \| \| \| \| \| \| \| \| \| \| \| \| \| \| \| \| \| \| \| \| \| \| \| \| \| \| \| \| \| \| \| \| \| \| \| \| \| \| \| \| \| \| \| \| \| \| \| \| \| \| \| \| \| \| 4. Бела III \| \| \| \| \| \| \| \| \| \| \| \| \| \| \| \| \| \| \| \| \| \| \| \| \| \| \| \| \| \| \| \| \| \| \| \| \| \| \| \| \| \| \| \| \| \| \| \| \| \| \| \| \| \| \| \| \| \| \| \| \| \| \| \| \| \| \| \| \| \| \| \| 18. Мистислав I Велики \| \| \| \| \| \| \| \| \| \| \| \| \| \| \| \| \| \| \| \| \| \| \| \| \| \| \| \| \| \| \| \| \| \| \| \| \| \| \| \| \| \| \| \| \| \| \| \| \| \| \| \| \| \| \| \| \| \| \| \| \| \| \| \| \| \| \| \| \| \| \| \| 9. Еуфросина Кијевска \| \| \| \| \| \| \| \| \| \| \| \| \| \| \| \| \| \| \| \| \| \| \| \| \| \| \| \| \| \| \| \| \| \| \| \| \| \| \| \| \| \| \| \| \| \| \| \| \| \| \| \| \| \| \| \| \| \| \| \| \| \| \| \| \| \| \| \| \| \| \| \| \| \| \| \| \| \| \| \| \| \| \| \| \| \| \| \| \| \| \| \| \| \| \| \| \| \| \| \| \| \| \| \| \| \| \| \| \| \| \| \| \| \| \| \| \| \| \| \| \| \| \| \| \| \| \| \| \| \| \| \| \| \| \| \| \| \| \| \| \| \| \| \| 2. Андрија II Арпад \| \| \| \| \| \| \| \| \| \| \| \| \| \| \| \| \| \| \| \| \| \| \| \| \| \| \| \| \| \| \| \| \| \| \| \| \| \| \| \| \| \| \| \| \| \| \| \| \| \| \| \| \| \| \| \| \| \| \| \| \| \| \| \| \| \| \| \| \| \| \| \| \| \| \| \| \| \| \| \| \| \| \| \| \| \| \| \| \| \| \| \| \| \| \| \| \| \| \| \| \| \| \| \| \| \| \| \| \| \| \| \| \| \| \| \| \| \| \| \| \| \| \| \| \| \| \| \| \| \| \| \| \| \| \| \| \| \| \| \| \| \| \| \| 10. Рене од Шатијона \| \| \| \| \| \| \| \| \| \| \| \| \| \| \| \| \| \| \| \| \| \| \| \| \| \| \| \| \| \| \| \| \| \| \| \| \| \| \| \| \| \| \| \| \| \| \| \| \| \| \| \| \| \| \| \| \| \| \| \| \| \| \| \| \| \| \| \| \| \| \| \| \| \| \| \| \| \| \| \| \| \| \| \| \| \| \| \| \| \| \| \| \| \| \| \| \| \| \| \| \| \| \| \| \| \| \| \| \| \| \| \| \| \| \| \| \| \| \| \| \| \| \| \| \| \| \| \| \| \| \| \| \| \| \| \| \| \| \| \| \| \| \| \| 5. Агнеса од Антиохије \| \| \| \| \| \| \| \| \| \| \| \| \| \| \| \| \| \| \| \| \| \| \| \| \| \| \| \| \| \| \| \| \| \| \| \| \| \| \| \| \| \| \| \| \| \| \| \| \| \| \| \| \| \| \| \| \| \| \| \| \| \| \| \| \| \| \| \| \| \| \| \| 22. Боемунд II од Антиохије \| \| \| \| \| \| \| \| \| \| \| \| \| \| \| \| \| \| \| \| \| \| \| \| \| \| \| \| \| \| \| \| \| \| \| \| \| \| \| \| \| \| \| \| \| \| \| \| \| \| \| \| \| \| \| \| \| \| \| \| \| \| \| \| \| \| \| \| \| \| \| \| 11. Констанца Антиохијска \| \| \| \| \| \| \| \| \| \| \| \| \| \| \| \| \| \| \| \| \| \| \| \| \| \| \| \| \| \| \| \| \| \| \| \| \| \| \| \| \| \| \| \| \| \| \| \| \| \| \| \| \| \| \| \| \| \| \| \| \| \| \| \| \| \| \| \| \| \| \| \| 23. Алиса Антиохијска \| \| \| \| \| \| \| \| \| \| \| \| \| \| \| \| \| \| \| \| \| \| \| \| \| \| \| \| \| \| \| \| \| \| \| \| \| \| \| \| \| \| \| \| \| \| \| \| \| \| \| \| \| \| \| \| \| \| \| \| \| \| \| \| \| \| \| \| \| \| \| \| 1. Бела IV \| \| \| \| \| \| \| \| \| \| \| \| \| \| \| \| \| \| \| \| \| \| \| \| \| \| \| \| \| \| \| \| \| \| \| \| \| \| \| \| \| \| \| \| \| \| \| \| \| \| \| \| \| \| \| \| \| \| \| \| \| \| \| \| \| \| \| \| \| \| \| \| \| \| \| \| \| \| \| \| \| \| \| \| \| \| \| \| \| \| \| \| \| \| \| \| \| \| \| \| \| \| \| \| \| \| \| \| \| \| \| \| \| \| \| \| \| \| \| \| \| \| \| \| \| \| \| \| \| \| \| \| \| \| \| \| \| \| \| \| \| \| \| \| 12. Бертолд I од Истре \| \| \| \| \| \| \| \| \| \| \| \| \| \| \| \| \| \| \| \| \| \| \| \| \| \| \| \| \| \| \| \| \| \| \| \| \| \| \| \| \| \| \| \| \| \| \| \| \| \| \| \| \| \| \| \| \| \| \| \| \| \| \| \| \| \| \| \| \| \| \| \| \| \| \| \| \| \| \| \| \| \| \| \| \| \| \| \| \| \| \| \| \| \| \| \| \| \| \| \| \| \| \| \| \| \| \| \| \| \| \| \| \| \| \| \| \| \| \| \| \| \| \| \| \| \| \| \| \| \| \| \| \| \| \| \| \| \| \| \| \| \| \| \| 6. Бертолд IV, гроф од Мераније \| \| \| \| \| \| \| \| \| \| \| \| \| \| \| \| \| \| \| \| \| \| \| \| \| \| \| \| \| \| \| \| \| \| \| \| \| \| \| \| \| \| \| \| \| \| \| \| \| \| \| \| \| \| \| \| \| \| \| \| \| \| \| \| \| \| \| \| \| \| \| \| \| \| \| \| \| \| \| \| \| \| \| \| \| \| \| \| \| \| \| \| \| \| \| \| \| \| \| \| \| \| \| \| \| \| \| \| \| \| \| \| \| \| \| \| \| \| \| \| \| \| \| \| \| \| \| \| \| \| \| \| \| \| \| \| \| \| \| \| \| \| \| \| 13. Агнес од Рохлица \| \| \| \| \| \| \| \| \| \| \| \| \| \| \| \| \| \| \| \| \| \| \| \| \| \| \| \| \| \| \| \| \| \| \| \| \| \| \| \| \| \| \| \| \| \| \| \| \| \| \| \| \| \| \| \| \| \| \| \| \| \| \| \| \| \| \| \| \| \| \| \| \| \| \| \| \| \| \| \| \| \| \| \| \| \| \| \| \| \| \| \| \| \| \| \| \| \| \| \| \| \| \| \| \| \| \| \| \| \| \| \| \| \| \| \| \| \| \| \| \| \| \| \| \| \| \| \| \| \| \| \| \| \| \| \| \| \| \| \| \| \| \| \| 3. Гертруда Меранска \| \| \| \| \| \| \| \| \| \| \| \| \| \| \| \| \| \| \| \| \| \| \| \| \| \| \| \| \| \| \| \| \| \| \| \| \| \| \| \| \| \| \| \| \| \| \| \| \| \| \| \| |                                 |  |  |  |  |  |  |  |  |  |  |  |                   |  |  |  |
| |                                 |  |  |  |  |  |  |  |  |  |  |  | 16. Бела II Слепи |  |  |  |
| |                                 |  |  |  |  |  |  |  |  |  |  |  |                   |  |  |  |
| |                                 |  |  |  |  |  |  |  |  |  |  |  |                   |  |  |  |
| |                                 |  |  |  |  |  |  |  |  |  |  |  |                   |  |  |  |
| | 8. Геза II                      |  |  |  |  |  |  |  |  |  |  |  |                   |  |  |  |
| |                                 |  |  |  |  |  |  |  |  |  |  |  |                   |  |  |  |
| |                                 |  |  |  |  |  |  |  |  |  |  |  |                   |  |  |  |
| |                                 |  |  |  |  |  |  |  |  |  |  |  |                   |  |  |  |
| | 17. Јелена Вукановић            |  |  |  |  |  |  |  |  |  |  |  |                   |  |  |  |
| |                                 |  |  |  |  |  |  |  |  |  |  |  |                   |  |  |  |
| |                                 |  |  |  |  |  |  |  |  |  |  |  |                   |  |  |  |
| |                                 |  |  |  |  |  |  |  |  |  |  |  |                   |  |  |  |
| | 4. Бела III                     |  |  |  |  |  |  |  |  |  |  |  |                   |  |  |  |
| |                                 |  |  |  |  |  |  |  |  |  |  |  |                   |  |  |  |
| |                                 |  |  |  |  |  |  |  |  |  |  |  |                   |  |  |  |
| |                                 |  |  |  |  |  |  |  |  |  |  |  |                   |  |  |  |
| | 18. Мистислав I Велики          |  |  |  |  |  |  |  |  |  |  |  |                   |  |  |  |
| |                                 |  |  |  |  |  |  |  |  |  |  |  |                   |  |  |  |
| |                                 |  |  |  |  |  |  |  |  |  |  |  |                   |  |  |  |
| |                                 |  |  |  |  |  |  |  |  |  |  |  |                   |  |  |  |
| | 9. Еуфросина Кијевска           |  |  |  |  |  |  |  |  |  |  |  |                   |  |  |  |
| |                                 |  |  |  |  |  |  |  |  |  |  |  |                   |  |  |  |
| |                                 |  |  |  |  |  |  |  |  |  |  |  |                   |  |  |  |
| |                                 |  |  |  |  |  |  |  |  |  |  |  |                   |  |  |  |
| |                                 |  |  |  |  |  |  |  |  |  |  |  |                   |  |  |  |
| |                                 |  |  |  |  |  |  |  |  |  |  |  |                   |  |  |  |
| |                                 |  |  |  |  |  |  |  |  |  |  |  |                   |  |  |  |
| |                                 |  |  |  |  |  |  |  |  |  |  |  |                   |  |  |  |
| | 2. Андрија II Арпад             |  |  |  |  |  |  |  |  |  |  |  |                   |  |  |  |
| |                                 |  |  |  |  |  |  |  |  |  |  |  |                   |  |  |  |
| |                                 |  |  |  |  |  |  |  |  |  |  |  |                   |  |  |  |
| |                                 |  |  |  |  |  |  |  |  |  |  |  |                   |  |  |  |
| |                                 |  |  |  |  |  |  |  |  |  |  |  |                   |  |  |  |
| |                                 |  |  |  |  |  |  |  |  |  |  |  |                   |  |  |  |
| |                                 |  |  |  |  |  |  |  |  |  |  |  |                   |  |  |  |
| |                                 |  |  |  |  |  |  |  |  |  |  |  |                   |  |  |  |
| | 10. Рене од Шатијона            |  |  |  |  |  |  |  |  |  |  |  |                   |  |  |  |
| |                                 |  |  |  |  |  |  |  |  |  |  |  |                   |  |  |  |
| |                                 |  |  |  |  |  |  |  |  |  |  |  |                   |  |  |  |
| |                                 |  |  |  |  |  |  |  |  |  |  |  |                   |  |  |  |
| |                                 |  |  |  |  |  |  |  |  |  |  |  |                   |  |  |  |
| |                                 |  |  |  |  |  |  |  |  |  |  |  |                   |  |  |  |
| |                                 |  |  |  |  |  |  |  |  |  |  |  |                   |  |  |  |
| |                                 |  |  |  |  |  |  |  |  |  |  |  |                   |  |  |  |
| | 5. Агнеса од Антиохије          |  |  |  |  |  |  |  |  |  |  |  |                   |  |  |  |
| |                                 |  |  |  |  |  |  |  |  |  |  |  |                   |  |  |  |
| |                                 |  |  |  |  |  |  |  |  |  |  |  |                   |  |  |  |
| |                                 |  |  |  |  |  |  |  |  |  |  |  |                   |  |  |  |
| | 22. Боемунд II од Антиохије     |  |  |  |  |  |  |  |  |  |  |  |                   |  |  |  |
| |                                 |  |  |  |  |  |  |  |  |  |  |  |                   |  |  |  |
| |                                 |  |  |  |  |  |  |  |  |  |  |  |                   |  |  |  |
| |                                 |  |  |  |  |  |  |  |  |  |  |  |                   |  |  |  |
| | 11. Констанца Антиохијска       |  |  |  |  |  |  |  |  |  |  |  |                   |  |  |  |
| |                                 |  |  |  |  |  |  |  |  |  |  |  |                   |  |  |  |
| |                                 |  |  |  |  |  |  |  |  |  |  |  |                   |  |  |  |
| |                                 |  |  |  |  |  |  |  |  |  |  |  |                   |  |  |  |
| | 23. Алиса Антиохијска           |  |  |  |  |  |  |  |  |  |  |  |                   |  |  |  |
| |                                 |  |  |  |  |  |  |  |  |  |  |  |                   |  |  |  |
| |                                 |  |  |  |  |  |  |  |  |  |  |  |                   |  |  |  |
| |                                 |  |  |  |  |  |  |  |  |  |  |  |                   |  |  |  |
| | 1. Бела IV                      |  |  |  |  |  |  |  |  |  |  |  |                   |  |  |  |
| |                                 |  |  |  |  |  |  |  |  |  |  |  |                   |  |  |  |
| |                                 |  |  |  |  |  |  |  |  |  |  |  |                   |  |  |  |
| |                                 |  |  |  |  |  |  |  |  |  |  |  |                   |  |  |  |
| |                                 |  |  |  |  |  |  |  |  |  |  |  |                   |  |  |  |
| |                                 |  |  |  |  |  |  |  |  |  |  |  |                   |  |  |  |
| |                                 |  |  |  |  |  |  |  |  |  |  |  |                   |  |  |  |
| |                                 |  |  |  |  |  |  |  |  |  |  |  |                   |  |  |  |
| | 12. Бертолд I од Истре          |  |  |  |  |  |  |  |  |  |  |  |                   |  |  |  |
| |                                 |  |  |  |  |  |  |  |  |  |  |  |                   |  |  |  |
| |                                 |  |  |  |  |  |  |  |  |  |  |  |                   |  |  |  |
| |                                 |  |  |  |  |  |  |  |  |  |  |  |                   |  |  |  |
| |                                 |  |  |  |  |  |  |  |  |  |  |  |                   |  |  |  |
| |                                 |  |  |  |  |  |  |  |  |  |  |  |                   |  |  |  |
| |                                 |  |  |  |  |  |  |  |  |  |  |  |                   |  |  |  |
| |                                 |  |  |  |  |  |  |  |  |  |  |  |                   |  |  |  |
| | 6. Бертолд IV, гроф од Мераније |  |  |  |  |  |  |  |  |  |  |  |                   |  |  |  |
| |                                 |  |  |  |  |  |  |  |  |  |  |  |                   |  |  |  |
| |                                 |  |  |  |  |  |  |  |  |  |  |  |                   |  |  |  |
| |                                 |  |  |  |  |  |  |  |  |  |  |  |                   |  |  |  |
| |                                 |  |  |  |  |  |  |  |  |  |  |  |                   |  |  |  |
| |                                 |  |  |  |  |  |  |  |  |  |  |  |                   |  |  |  |
| |                                 |  |  |  |  |  |  |  |  |  |  |  |                   |  |  |  |
| |                                 |  |  |  |  |  |  |  |  |  |  |  |                   |  |  |  |
| | 13. Агнес од Рохлица            |  |  |  |  |  |  |  |  |  |  |  |                   |  |  |  |
| |                                 |  |  |  |  |  |  |  |  |  |  |  |                   |  |  |  |
| |                                 |  |  |  |  |  |  |  |  |  |  |  |                   |  |  |  |
| |                                 |  |  |  |  |  |  |  |  |  |  |  |                   |  |  |  |
| |                                 |  |  |  |  |  |  |  |  |  |  |  |                   |  |  |  |
| |                                 |  |  |  |  |  |  |  |  |  |  |  |                   |  |  |  |
| |                                 |  |  |  |  |  |  |  |  |  |  |  |                   |  |  |  |
| |                                 |  |  |  |  |  |  |  |  |  |  |  |                   |  |  |  |
| | 3. Гертруда Меранска            |  |  |  |  |  |  |  |  |  |  |  |                   |  |  |  |
| |                                 |  |  |  |  |  |  |  |  |  |  |  |                   |  |  |  |
| |                                 |  |  |  |  |  |  |  |  |  |  |  |                   |  |  |  |

### Примарни извори
- Master Roger's Epistle to the Sorrowful Lament upon the Destruction of the Kingdom of Hungary by the Tatars (Translated and Annotated by János M. Bak and Martyn Rady) (2010). In Rady, Martyn; Veszprémy, László; Bak, János M. (2010). Anonymus and Master Roger. CEU Press. ISBN 978-963-9776-95-1.
- The Galician-Volynian Chronicle (An annoted translation by George A. Perfecky) (1973). Wilhelm Fink Verlag.
- The Hungarian Illuminated Chronicle:. Corvina, Taplinger Publishing. ISBN 0-8008-4015-1.. Chronica de Gestis Hungarorum (Edited by Dezső Dercsényi) (1970)
- The Laws of the Medieval Kingdom of Hungary, 1000–1301. Charles Schlacks, Jr Publishers. 1999. стр. 1—11. ISBN 1-884445-29-2.. (Translated and Edited by János M. Bak, György Bónis, James Ross Sweeney with an essay on previous editions by Andor Czizmadia, Second revised edition, In collaboration with Leslie S. Domonkos). .

### Секундарни извори
- Almási, Tibor. Kristó, Gyula; Engel, Pál; Makk, Ferenc (1994). "IV. Béla; Gertrúd". In Kristó, Gyula; Engel, Pál; Makk, Ferenc (eds.). Korai magyar történeti lexikon (9–14. század) [Encyclopedia of the Early Hungarian History (9th–14th centuries)] (in Hungarian). Akadémiai Kiadó. Akadémiai Kiadó. стр. 92—93, 234. ISBN 963-05-6722-9.
- Bain, Robert Nisbet (1911). „Bela IV.”.  Ур.: Chisholm, Hugh. Encyclopædia Britannica. 3 (11th изд.). Cambridge University Press. стр. 662.
- Bárány, Attila . "The Expansion of the Kingdom of Hungary in the Middle Ages (1000–1490)". In Berend, Nóra (ed.). The Expansion of Central Europe in the Middle Ages. Ashgate Variorum. 2012. стр. 333—380. ISBN 978-1-4094-2245-7.
- Bartl, Július; Čičaj, Viliam; Kohútova, Mária; Letz, Róbert; Segeš, Vladimír; Škvarna, Dušan. Slovak History: Chronology & Lexicon. Bolchazy-Carducci Publishers, Slovenské Pedegogické Nakladatel'stvo. 2002. ISBN 0-86516-444-4.
- Cartledge, Bryan (2011). The Will to Survive: A History of Hungary. C. Hurst & Co. ISBN 978-1-84904-112-6.
- Chambers, James.  The Devil's Horsemen: The Mongol Invasion of Europe. The Devil's Horsemen: The Mongol Invasion of Europe. Atheneum. 1979. ISBN 978-0-7858-1567-9.
- Curta, Florin.  Southeastern Europe in the Middle Ages, 500–1250. Southeastern Europe in the Middle Ages, 500-1250. Cambridge University Press. 2006. ISBN 978-0-521-89452-4.
- Engel, Pál. The Realm of St Stephen: A History of Medieval Hungary, 895–1526. I.B. Tauris Publishers. 2001. ISBN 1-86064-061-3.
- Érszegi, Géza; Solymosi, László (1981). Solymosi, László, ур. (1526). „Az Árpádok királysága, 1000–1301 [The Monarchy of the Árpáds, 1000–1301]”. Magyarország történeti kronológiája, I: a kezdetektől 1526-ig [Historical Chronology of Hungary, Volume I: From the Beginning to ] (in Hungarian). стр. 79—187. ISBN 963-05-2661-1.. Akadémiai Kiadó
- Fine, John V. A. Jr.. (1994). The Late Medieval Balkans: A Critical Survey from the Late Twelfth Century to the Ottoman Conquest. Ann Arbor, Michigan: University of Michigan Press. ISBN 0-472-08260-4. Непознати параметар |orig-date= игнорисан (помоћ)
- Grousset, René. The Empire of the Steppes. Rutgers. 1970. ISBN 0-8135-1304-9.
- Kirschbaum, Stanislav J. (1996). A History of Slovakia: The Struggle for Survival. Palgrave Macmillan. ISBN 1-4039-6929-9.
- Klaniczay, Gábor. Holy Rulers and Blessed Princes: Dynastic Cults in Medieval Central Europe. Cambridge University Press. 2002. ISBN 0-521-42018-0.
- Kontler, László. Millennium in Central Europe: A History of Hungary. Atlantisz Publishing House. 1999. ISBN 963-9165-37-9.
- Kristó, Gyula; Makk, Ferenc. Az Árpád-ház uralkodói [Rulers of the House of Árpád] (in Hungarian). I.P.C. Könyvek. 1996. ISBN 963-7930-97-3.
- Kristó, Gyula. Háborúk és hadviselés az Árpádok korában [Wars and Tactics under the Árpáds] (in Hungarian). Szukits Könyvkiadó. 2003. ISBN 963-9441-87-2.
- Magaš, Branka. Croatia Through History. SAQI. 2007. ISBN 978-0-86356-775-9.
- Makkai, László (1994a). „Transformation into a Western-type state, 1196–1301”.  Ур.: Sugar, Peter F.; Hanák, Péter; Frank, Tibor. A History of Hungary. The Finno-Ugric World. Indiana University Press. стр. 23—33. ISBN 963-7081-01-1.
- Makkai, László (1994b). Köpeczi, Béla; Barta, Gábor; Bóna, István; Makkai, László; Szász, Zoltán; Borus, Judit, ур. (1994). „The Emergence of the Estates (1172–1526)”. History of Transylvania. Akadémiai Kiadó. стр. 178–243. ISBN 963-05-6703-2.. Akadémiai Kiadó.
- Molnár, Miklós (2001). A Concise History of Hungary. Cambridge University Press . 2001. ISBN 978-0-521-66736-4.
- Runciman, Steven. (1989). A History of the Crusades, Volume II: The Kingdom of Jerusalem and the Frankish East. Cambridge: Cambridge University Press. ISBN 0-521-06162-8. Непознати параметар |orig-date= игнорисан (помоћ)
- Sălăgean, Tudor (2005). „Regnum Transilvanum. The assertion of the Congregational Regime”.  Ур.: Pop, Ioan-Aurel; Nägler, Thomas. The History of Transylvania. I. (Until 1541). Romanian Cultural Institute (Center for Transylvanian Studies). стр. 233—246. ISBN 973-7784-00-6.
- Tanner, Marcus. (2010). Croatia: A Nation Forged in War. Yale University Press. ISBN 978-0-300-16394-0.
- Žemlička, Josef. Pánek, Jaroslav; Tůma, Oldřich, ур. (2011). „The Realm of Přemysl Ottokar II and Wenceslas II”. A History of the Czech Lands. Charles University in Prague. стр. 106—116. ISBN 978-80-246-1645-2. Непознати параметар |DUPLICATE_year= игнорисан (помоћ); Непознати параметар |DUPLICATE_isbn= игнорисан (помоћ)
- Zsoldos, Attila.  Családi ügy: IV. Béla és István ifjabb király viszálya az 1260-as években [A family affair: The Conflict between Béla IV and King-junior Stephen in the 1260s] (in Hungarian). História, MTA Történettudományi Intézete. .